# 國民政府軍事委員會委員長行營
國民政府軍事委員會委員長行营，是中华民国國民政府軍事委員會委員長派驻各地的军事机关，行营主任代理国民政府军事委员会委员长行使职权。1938年12月4日，国民政府颁布《军委会委员长行营组织大纲》。1946年8月中华民国国防部取代國民政府軍事委員會，军事委员会委员长行营纷纷改称“国民政府主席行辕”。

## 历史
1932年1月28日，一二八事變爆發。1月29日，中國國民黨臨時中央政治會議，決議重設軍事委員會，設委員7人至9人。1932年3月1日召开的中国国民党第四届中央执行委员会第二次全体会议，决定恢复军事委员会，“其目的在捍御外侮、整理军事；俟抗日軍事終了，即撤銷之”，國民政府軍事委員會负责“国防绥靖之统率事宜”。1932年3月8日，蔣介石出任國民政府軍事委員會委員長，馮玉祥、閻錫山、張學良、李宗仁、陳銘樞、李烈鈞、陳濟棠、汪精衛、朱培德、何應欽、唐生智、陳紹寬、陳調元等出任委員。《軍事委員會組織大綱》規定軍事委員會直隸國民政府，爲全國最高軍事機關，其職掌包括統率、軍費、軍隊編遣之最高決定及少將以上將官任免之權利，所有決議須經出席委員三分之二通過方為有效；並規定，如多數委員不在軍委會所在地時，主席與委員一人有決定處置之權:65。

## 各地行营

### 南昌行营
1933年5月21日，“国民政府军事委员会委员长南昌行营”宣告成立，成为发动对中国工农红军第五次“围剿”的总指挥机构。1933年5月30日，蒋介石发表《咨行南昌行营成立暨启用关防日期由》：“本委员长在赣督剿匪共，设南昌行营，以为统一军事机关，业已正式成立。”下设三部四厅和十二处，以及“南昌行营剿匪军别动总队”和“南昌行营临时感化院九江分院”。1935年2月16日撤销。

### 重庆行营
国民政府军事委员会委员长重庆行营：1935年11月1日，以入川参谋团为基础筹建。行营主任顾祝同，参谋长贺国光、秘书长杨永泰。由于顾祝同兼任贵州省主席，重庆行营实际由贺、杨负责。辖川、康、黔、藏等省，“统一指挥西南各省剿共军事及地方绥靖事宜”。1937年3月，顾祝同改任西安行营主任，副主任贺国光代理重庆行营主任。1938年8月，张群任重庆行营主任；贺国光任副主任兼参谋长。1938年11月重庆行营改为成都行辕，贺国光任行辕主任。1940年11月张群接任行辕主任。1946年4月成都行辕改为重庆行营，主任何应钦未到任，张群代行主任职权，参谋长萧毅肃、副参谋长余中英、秘书长刘寿朋。1946年6月重庆行营改称重庆行辕，张群代理主任。1947年春，张群调任行政院长，朱绍良接任主任。1948年5月，重庆行辕改称重庆绥靖公署。1949年初，张群回重庆接替朱绍良任绥署主任。1949年5月1日，重庆绥靖公署改组为西南军政长官公署，张群为长官。1949年12月张群辞职，顾祝同接任长官，副长官兼参谋长胡宗南代行长官职权。1950年3月底西昌被中共攻佔而结束。

### 成都行辕
1938年11月中央改组四川省政府，调主席王讃绪率军出川抗战，蒋介石兼任省主席，以贺国光为省府委员兼秘书长代行川政；重庆行营改为成都行辕，贺国光任行辕主任，政工处主任邓文仪。1939年成都发生新南门抢米事件，枪毙了《时事新刊》记者朱亚凡，同时封闭了《时事新刊》。 1940年11月,张群出任四川省政府主席兼成都行辕主任。政治部主任张元良。1946年，成都行辕撤销，重庆行辕成立。 

### 广州行营
国民政府军事委员会委员长广州行营：1936年9月26日两广事变平息，设立广州行营，何应钦为行营主任，林蔚为参谋长。1936年11月主任陈诚兼，参谋长钱大钧/俞星槎。1938年1月撤销，改组为第四战区。第二方面军司令部于1946年春改称广州行营，方面军司令官张发奎改任行营主任。1946年夏改称广州行辕。

### 西安行营
国民政府军事委员会委员长西安行营：根据民国26年（1937年）1月5日行政院会议通过的《陕甘善后整理办法》，撤销西北剿匪總司令部，1937年1月5日于潼关组建国民政府军事委员会委员长西安行营，“讨逆军”西路集团军总司令顾祝同为西安行营主任，指挥第二、三、四、五集团军，对西安方面施加军事压力。负责西安事变善后，统筹西北剿共军事政治指挥。2月7日，中央军宋希濂师等部进驻西安及陇海铁路沿线各要点。1937年2月9日，顾祝同自潼关到西安就职，在南院（前“西北剿总”址）设立行营办事机构（后增委何柱国为行营副主任）。行营参谋长为赵启禄，以下初设军事、军需、电讯、机要等科室，并重建政训处。顾祝同执行蒋介石的密电指令，分化并逼迫东北军迅速离陕，又促使杨虎城辞职出国，并开始就国共合作抗日问题同中共代表周恩来等进行谈判。1937年2月12日，国民政府军事委员会“公一字第3125号训令”颁布《国民政府军事委员会委员长西安行营组织大纲》：“国民政府军事委员会为统筹陕甘宁青四省国防之设施，及整饬指挥各部队肃清匪患，并处理善后与指导民众组织训练起见，特设西安行营主持办理”。行营副主任为东北军的何柱国、委员长侍从室的贺耀祖；行营参谋长赵启騄。1937年9月，原福州绥靖公署主任、陆军上将蒋鼎文接任西安行营主任（1937年11月17日正式任命），后西安行营机关迁驻新城内。行营参谋长改为李家鼎。总参议张炯，下设办公厅（辖秘书、人事、机要、情报4个科）、第一厅（主管军事，辖4个业务组）、第二厅（主管政治党务，厅内设制同前者）、总务处、交通处、政训处、设计委员会，并代管军政部驻陕军需局等单位。其中，第二厅中将厅长为谷正鼎，少将副厅长顾希平，刘英士、李贻燕等分任4个业务组的少将组长。政训处少将处长为任觉五。1937年秋，蒋鼎文领导西安党政军宪警特等单位头目秘密成立西安行营“民众运动指导委员会”，作为推进西北防共限共活动的最高领导、决策和协调机构。民国27年（1938年）6月，孙蔚如被排挤出西安，蒋鼎文以西安行营主任身分兼任陕西省政府主席等职。1938年11月28日蒋介石在湖南衡山召开长江以南各战区师以上军官参加的军事会议，宣布调整全国战区，其中包括取消西安行营，在西北另设天水行营。1939年1月以西安行营为基础成立第十战区。

### 保定行营
国民政府军事委员会委员长保定行营：钱大钧1933年调任保定行营主任兼保定编练处主任，指挥五个军。1936年上半年根据《何梅协定》，何成濬 保定行营南撤。卢沟桥事变后，为处理和指挥华北战事，设石家庄行营，行营主任徐永昌，参谋长林蔚。1937年8月14日石家庄行营改为保定行营，并改设军事委员会石家庄办事处。主任徐永昌，参谋长林蔚，副参谋长钱卓伦，督导河北境内的第一战区、第六战区抗战。蒋介石任命张荫梧为国民政府军事委员会委员长保定行营民训处处长。

### 天水行营
国民政府军事委员会委员长天水行营：1938年11月28日在西安五岳庙门成立，但仍驻西安，意图是西安若守不住，就退驻甘肃天水。第一战区司令长官程潜任行营主任， 参谋长晏勋甫，政治部主任谷正鼎。下设参谋、副官、军务、交通、军事情报、后勤、秘书等处及调查、机要等科室，配属有军政部的一个特务团担任警卫。此外，还设有行营政治部（驻后宰门4号），主任谷正鼎，副主任顾希平、王友直等人分任其4个业务组的少将组长。统一指挥江北战场之第一战区（平汉路及豫北）、第二战区（山西）、第五战区（湖北安徽）、第八战区（内蒙宁夏甘肃）、第十战区（陕西、豫西）、冀察战区（敌后）、豫鲁战区（敌后）、晋陕绥宁战区（陕北榆林与伊克昭盟）共13个省。1939年2月1日天水行营正式组建完成开始运作。1939年3月7日，日机轰炸西安，程潜在五岳庙门城墙下的行营防空洞遭炸受伤，遂离职养病。行营机关迁驻于东厅门原西安高中址，一度由参谋长晏勋甫暂时代理行营日常事务。1940年4月天水行营撤销。民国29年（1940年）5月27日，国民政府军事委员会西安办公厅正式成立（驻西安东厅门天水行营址）。办公厅上将主任徐永昌时为军委会军令部部长，未到职，由第一副主任、陆军中将熊斌（原为军令部常务次长）代理主任职务，第二副主任为陆军中将谷正鼎。西安办公厅是国民政府军事委员会在北战场的派驻机构，但职权比委员长行营大为缩小，只是以长江以北各战区为联系对象，负责沟通上下、汇集情报、指导后勤等具体业务，并不指挥军队及其作战活动。办公厅下设：第一处（总务）、第二处（军事情报，业务由军令部之第二厅兼管）、第三处（后勤）、第四处（特务情报，仍设在后宰门）。按照蒋介石的指令，熊斌专管军事，主管第一、二、三处业务；谷正鼎专管党特，主管第四处业务。办公厅还委派辜达岸等人为高级参谋，另设参议若干（无定额，用以安置来自沦陷区的高级官员）。包括专用电台和卫队营，全厅官兵共约500人。民国30年（1941年）7月，据蒋介石手令，熊斌与蒋鼎文相互对调行政职务，蒋鼎文改任西安办公厅代主任，旋又与卫立煌对调军职，改任第一战区司令长官兼冀察战区总司令常驻洛阳。而卫未及就任，调往重庆闲居，后到中国远征军任职。民国31年（1942年）3月，蒋介石又指派第八战区司令长官、陆军上将朱绍良兼任西安办公厅主任（常驻兰州），由第八战区中将副司令长官胡宗南兼任西安办公厅代主任，主持日常厅务。民国33年（1944年）2月，蒋介石下令裁撤军委会西安办公厅。

### 桂林行营
国民政府军事委员会委员长桂林行营：1938年12月3日筹建。行营主任白崇禧， 副主任兼参谋长林蔚，政治部主任梁寒操，副参谋长俞星槎，参谋处长吴石。名义上统辖南战场的军事指挥。下辖第三战区（苏浙皖闽赣）、第四战区（广东广西）、第九战区（湘赣）。昆仑关战役后，“桂林行营主任白崇禧，督战不力，应予降级”，由一级上将降为二级上将。1940年5月15日桂林行营撤销，白崇禧调回重庆任参谋次长。改设军事委员会桂林办公厅。

### 西昌行辕
国民政府军事委员会委员长西昌行辕：1939年2月设立，张笃伦为行辕主任。“辅导西康省政”。1946年3月撤销。改设西昌警备司令部。

### 昆明行营
国民政府军事委员会委员长昆明行营：1939年日军进占越南，封锁滇越国界。1939年12月21日设立昆明行营。主任龙云，副主任吴鼎昌（贵州省政府主席）。1945年10月2日，杜聿明的第5军发动昆明事变，逮捕军事委员会委员长昆明行营主任兼云南省政府主席龙云，撤销昆明行营。

### 汉中行营
国民政府军事委员会汉中行营，1945年2月11日设立，行营主任李宗仁，下辖第一战区（陕西、豫西）、第五战区（豫南鄂北）、第十战区（大别山），“只是各战区对中央的报告亦送一份副本给汉中行营罢了。”“至于地方上的行政和党务工作，更是鞭长莫及。”参谋长王鸿韶以次的文武官员，均为李宗仁在第五战区的原班人马。李宗仁之所以甘愿放弃第五战区司令长官的实职，是作为交换条件保住当时桂系唯一的省份地盘：第十战区司令长官兼安徽省主席李品仙。
抗战胜利后汉中行营改为北平行营，汉中行营于1945年10月26日正式撤销。

### 赣州行辕
国民政府军事委员会委员长赣州行辕 1945年1月30日设立。行辕主任顾祝同。后为东南行辕。东南军政长官公署。

### 武昌行营
国民政府军事委员会委员长武昌行营，1935年3月2日豫鄂皖剿匪总司令部改组为武昌行营。行营主任张学良，参谋长钱大钧，秘书长杨永泰。主要工作为：剿匪、禁烟和推行新生活运动。1935年10月20日，张学良调去西安，行营撤销，改组为西北剿匪总司令部。总司令蒋介石兼，副总司令张学良代行总司令职权，主持陕甘宁青晋诸省军队的剿共。1935年10月10日设立国民政府军事委员会委员长宜昌行辕，参谋长陈诚代行职权，指挥清剿湘鄂川黔边区红军。1936年1月宜昌行辕奉令与陆军整理处合并，改称为军事委员会委员长行辕，不冠地名，移驻武昌。1936年12月改为国民政府军事委员会委员长武汉行营，行营主任何成濬，副主任陈诚。职责是主管湖北、湖南两省修建国防工事，指挥与整理辖区内驻军，组织训练民众等。1938年6月24日裁撤。1946年3月1日第六战区改组为武汉行营,驻武汉,主任程潜,副主任孙蔚如、王瓒绪、唐式遵，参谋长郭忏(后刘膺古)，副参谋长王天鸣，主任萧赞育。下辖湘鄂赣三省与豫南、皖西。1946年10月改为武汉行辕。1948年3月武汉行辕改为武汉绥靖公署，6月合并中华民国陆军总司令部九江指挥所升格为华中剿总。1949年4月之后改组为华中军政长官公署。

### 北平行营
1945年9月1日，正值国共重庆谈判，华北地区争议激烈之时，为团结李宗仁以共同对付中共，蒋介石正式公开发表组建“国民政府军事委员会委员长北平行营”。原汉中行营机构改为北平行营：
- 行营主任李宗仁
- 行营副主任吴奇伟
- 行营参谋长王鸿韶、陈启明
  - 行营副参谋长甘沛泽
- 行营秘书长萧一山
- 总务处：处长张寿龄
- 第一处（秘书处）：处长方克猷、黄雪邨
- 第二处（督察处）：处长马汉三，军统单位，只接受戴笠领导。
- 第三处
- 第四处
- 政工处
- 政务处：处长王捷三
- 经理处
- 军法处
- 粮食和煤炭供应管理委员会：主任刘仲华。负责解决作为消费城市北平社会稳定的最基本民需。并开设煤矿、荣长厚银号。
- 第十一战区（保定、平汉路北段）
- 第十二战区（张垣、京包铁路沿线）
- 晋陕绥边区总部（邓宝珊）

1945年10月26日，李宗仁乘专机抵达北平上任。
1946年9月1日改为“国民政府主席北平行辕”。1948年5月北平行辕裁撤，其职权改为华北剿匪总司令部（华北剿总）。 

### 西北行营
国民政府军事委员会委员长西北行营：第八战区1946年3月改为西北行营，张治中为主任。1946年10月改为西北行辕。1948年后改为西北军政长官公署，驻地兰州。长官张治中、胡宗南，后又改为西安绥靖公署，主任胡宗南，1949年春天更换主任为马步芳。 

### 东北行营
国民政府军事委员会委员长东北行营：1945年8月31日，中国国民党中央执行委员会常务委员会与国防最高委员会常务委员会联席会议决定设立东北行营。中央设计局东北复员设计委员会主任熊式辉出任行营主任，驻长春，负责从苏联红军手里接收东北事宜。实际上熊式辉并不负责军事指挥，而是由1945年10月8日东北保安司令长官部负责作战指挥，保安司令长官关麟征；10月26日杜聿明接任保安司令长官。1946年8月22日东北行营改称东北行辕。1947年8月陈诚接任行辕主任，下辖九省二市；8月22日东北保安司令长官部并入行辕。1948年1月17日，卫立煌任行辕副主任代理主任。1948年6月2日东北行辕撤销，行辕政务委员会按改称东北剿匪总司令部政务委员会。

## 其他行营

### 北洋行营
1902年袁世凯在保定开办的“北洋行营将弁学堂”，1912年改组为保定军校。1870年，李鸿章把淮军在天津的修械厂迁往海光寺西局原址，改称“北洋行营制造局”，专门制造各种新型炮弹枪弹。在天津设北洋行营营务处。

### 国民政府陆海空军总司令部洛阳行营与西北行营
民国19年（1930年）10月，杨虎城率第十七路军攻入关中从刘郁芬西北军手中占领西安后，蒋介石即命南京国民政府陆海空军总司令洛阳行营主任顾祝同率中央军黄杰师、陈继承师等紧随其后跟进，移驻潼关至华阴、华县一线。1930年11月中原大战结束后，11月13日顾祝同在潼关将洛阳行营改名为国民政府陆海空军总司令西北行营（陕省称之为潼关行营），负责指挥协调西北陕、甘、宁、青诸省军事，杨虎城为西北行营副主任。1931年7月杨虎城代理西北行营主任职务。1931年秋，西北行营迁至西安“新城”内办公。杨仅设立行营办公厅、参谋处、副官处和机要科，负责处理行营的日常事务。其他军事业务，由十七路军总指挥部有关处科兼办。1932年1月2日西北行营改组为西安绥靖公署，杨虎城为西安绥署主任兼第十七路军总指挥。

### 国民政府陆海空军总司令部北平行营
1928年6月设立国民政府陆海空军总司令部北平行营。主任何成濬/吴忠信。召开善后裁军会议；“立唐倒白”，使唐生智重新控制被新桂系吞并的军队。1930年3月15日，驻河北等地的原第二、第三、第四集团军50多名将领在北平集会，公推阎锡山为中华民国陆海空军总司令。冯玉祥、李宗仁为副总司令，宣布共同反蒋。中原大战拉开序幕。3月18目，北平警备部奉阎锡山命令，勒令国民党中央宣传部主办的《华北日报》停办，查封国民党中央通讯社北平分社，驱逐该社办事人员；陆海空军总司令部北平行营被晋军缴械，行营被接收。

### 国民政府陆海空军总司令部徐州行营
1930年4月设立，主任贺耀祖。中原大战对付津浦线上的晋军。1930年9月撤销。

### 国民政府陆海空军总司令部武汉行营
1929年冬设立，主任何应钦，指挥顾祝同、蒋鼎文、夏斗寅3个军和杨虎城1个师与护党救国军第四路军总司令唐生智。1929年12月撤销。
1930年4月再次设立，主任何应钦，指挥何键、朱绍良、陈济棠、鲁涤平4路军及夏斗寅、钱大钧几个师，堵截桂军入湘。1930年底撤销。